# Láďa Hruška
Láďa Hruška, vlastním jménem Ladislav Hruška (* 13. února 1978 Městec Králové) je český televizní reportér známý také jako propagátor pokrmů zhotovených z levných surovin.

## Život
Ladislav Hruška se narodil 13. února 1978 v Městci Králové. Vystudoval učitelství pro základní školy se zaměřením na chemii a biologii na Pedagogické fakultě Univerzity Hradec Králové. Už během studií na pedagogické fakultě získával první zkušenosti jako redaktor v regionálním tisku. Po absolutoriu se rozhodl alespoň chvíli své zaměření uplatnit ve škole a dva roky vyučoval na škole v Městci Králové. V roce 1998 zaměstnání učitele opustil a přijal pozici reportéra v Nymburském deníku. V dalších letech postupně pracoval pro Český rozhlas, Frekvenci 1 a od roku 2007 pro TV Prima.
V roce 2012 nastoupil do TV Nova, kde se přes pozici terénního zpravodaje dostal k funkci „potravinového inspektora“. Z toho na pokyn vedení televize časem vznikl kulinářský experimentátor, který přímo v rámci zpravodajství zkoušel vařit z levných receptů, které na jeho výzvu začali do televize posílat diváci. Hruška tyto recepty z levných surovin, někdy i považovaných za potravinový odpad (kůže apod.), propagoval jako „levné a chutné“. Prakticky okamžitě za to začal být kritizován celou řadou dietologů a lékařů.
V únoru 2015 podal na Nově výpověď. Od května 2015 pracuje v bulvárním webu Extra.cz, pro který natáčí videoblog o vaření.
Od srpna 2015 na FTV Prima začal točit pořad Vychytávky Ládi Hrušky, které se vysílají od září 2015.
Hrál ve filmu Vánoční Kameňák.

## Vaříme s Láďou Hruškou
V září 2014 TV Nova vydala tištěnou kuchařku Vaříme s Láďou Hruškou, rovněž kritizovanou výživovými experty. Z knihy se stal bestseller. Do konce roku 2014 by se mělo prodat 400 000 kusů, původní náklad přitom činil jen 30 000 kusů. Není přitom vůbec jasné, kdo je autorem jednotlivých receptů.